# Народное движение за прогресс
Народное движение за прогресс (фр. Mouvement du Peuple pour le Progrès, НДП) — политическая партия в Буркина-Фасо, основанная 25 января 2014 года бывшим членом партии Конгресс за демократию и прогресс Роком Марком Кристианом Каборе. Партия состоит в Прогрессивном альянсе, Социалистическом интернационале.

## Электоральная история
Партия выдвинула Рока Каборе как кандидата в президенты на всеобщих выборах в 2015 году, на которых он был избран в первом туре. На тех же выборах НДП получила большинство мест в Национальной Ассамблее Буркина-Фасо.
В 2015 году Каборе вновь выиграл президентские выборы в первом туре, а партия получила большинство голосов на парламентских выборах.
26 сентября 2021 года президентом партии был избран Алассан Бала Саканде, сменивший Симона Компаоре, ставшего почётным президентом партии.
24 января 2022 года Каборе был отстранен от должности президента страны в результате военного переворота.

### Результаты на президентских выборах
| Выборы | Кандидат от партии       | Голосов   | %       | Рузультат |
| ------ | ------------------------ | --------- | ------- | --------- |
| 2015   | Рок Марк Кристиан Каборе | 1 668 169 | 53,49 % | Избран    |
| 2020   | Рок Марк Кристиан Каборе | 1 645 229 | 57,74 % | Избран    |

### Результаты на парламентских выборах
| Выборы | Лидер партии             | Голосов   | %       | Мандатов  | +/-  | Место | Результат                 |
| ------ | ------------------------ | --------- | ------- | --------- | ---- | ----- | ------------------------- |
| 2015   | Рок Марк Кристиан Каборе | 1 096 814 | 34,71 % | 55 из 127 | ▲ 55 | ▲ 1   | Правительство меньшинства |
| 2020   | Рок Марк Кристиан Каборе | 968 980   | 34,59 % | 56 из 127 | ▲ 1  | ▬ 1   | Правительство меньшинства |